# SL-ryggen
Der SL-ryggen (norwegisch) ist ein bis zu 2156 m hoher Presseisrücken im ostantarktischen Königin-Maud-Land. Er ragt zwischen den Kottasbergen und dem Amundsenisen im südlichen Teil der Maudheimvidda auf.
Wissenschaftler des Norwegischen Polarinstituts benannten ihn im Jahr 1987 nach der Abkürzung für die Sentralledelse, das Zentralkommando der Widerstandsgruppierung Milorg gegen die deutsche Besatzung Norwegens im Zweiten Weltkrieg.